# Ana III da Matamba
Ana III (Nascida Ana Guterres; falecida em 1767) foi a rainha reinante (Angola) de Matamba e Dongo de 1758 até 1767.

## Biografia
Filha de Ana II e irmã de Verônica II, foi mãe das princesas Camana e Murili. 
Em 1756 sua mãe morre e sua irmã herda o trono, bem como era de desejo da monarca anterior. Em 1758 Ana aplica um golpe em sua irmã e a decapita, tornando-se assim, rainha (angola). Ela se torna, então, Ana III. 
Em 1767, seu sobrinho Francisco Kawete ka Mbandi, filho de Verônica II, executa um novo golpe contra sua tia e a decapita, assim como ela havia feito com sua irmã anos antes. Com sua morte, iniciou-se uma crise sucessória no reino, já que suas filha Camana e Murili fogem para Quidona, região do rio Cuanza, estabelecendo um novo estado; Reino de Jinga, que teve o nome em homenagem a rainha Jinga Ambande. Camana contesta o direito de seu primo Francisco para governar. Seu conflito durara até 1800, quando Francisco II reconhece a soberania do Reino de Jinga. Os reinos de Matamba e Jinga, ainda sim, não se reunificam após a morte de Camana em 1810.